# Religión popular tai

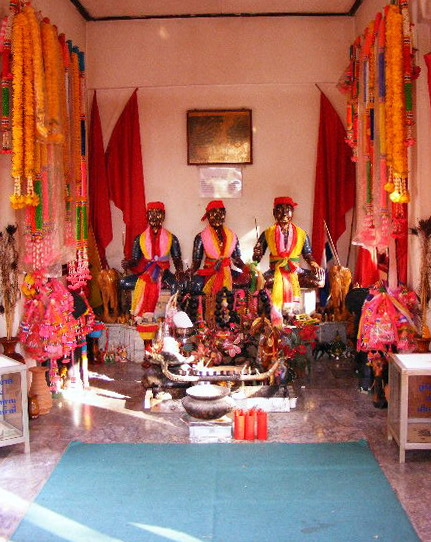
Sala interior del santuario del dios de Bo Lek Nam Phi, en la provincia de Uttaradit, Tailandia.

La religión popular tai, satsana phi o ban phi es la antigua religión étnica nativa del  pueblo tai que todavía practican varios grupos tai. La religión popular tai fue dominante entre los tai en Asia hasta la llegada del budismo y el hinduismo. Se basa principalmente en los ritos de adoración a deidades o espíritus llamados phi, khwan y dam (ancestros).

## Historia

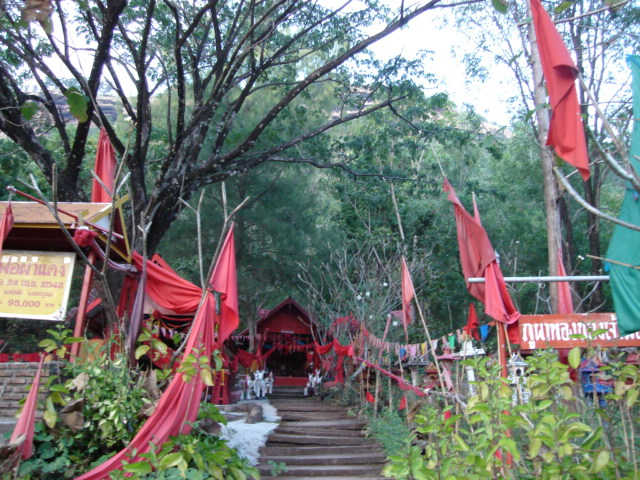
En Lao Loum y Lao Lom se entremezclan con creencias budistas practicadas tradicional e históricamente por grupos de pueblos étnicos Tai.

La religión popular tai se originó en China y se basa principalmente en la veneración de los antepasados. Este culto de adoración a los antepasados fue tomado del confucianismo. Es una mezcla sincrética de prácticas populares budistas y tai con creencias tradicionales locales del sudeste asiático continental.

## Deidades
La religión popular tai se basa principalmente en deidades como phi, khwan, dam (antepasados). 

### Ancestros (phi dam)
La religión popular Tai se basa principalmente en la veneración de los Ancestros. Para los seguidores, el culto a los antepasados es muy importante, aunque cada etnia tiene prácticas y creencias diferentes. Los tai ahom lo llamaron phi dam, el pueblo khmu lo llaman espíritus hrooy los lao loum lo llaman phi. El espíritu de la casa es particularmente importante, y los espíritus de lugares salvajes deben evitarse o prohibirse en la aldea.

### Phi (espíritu o fantasma)
Dentro de la religión popular tai, las deidades se llaman phi (ຜີ, ผี, [pʰiː]).Estas deidades de la religión popular tai también pueden ser espíritus ancestrales u otros tipos de ángeles. Estas deidades a menudo interactúan con el mundo de los vivos, a veces protegiendo a las personas y otras pareciendo causar daño. Los tai-lao (laosianos) de Bassac tienen el sistema de creencias de que el khwan de una persona viva se transforma en phi después de la muerte. Las deidades guardianes de lugares, como el phi wat (ຜີວັດ, ผีวัด) de los templos y el lak mueang (ຫລັກເມືອງ, หลักเมือง, [lak mɯːaŋ]) de los pueblos se celebran y propician con reuniones comunales y ofrendas de comida. Los dioses de derivación animista están incluidos en el panteón de dioses satsana phi, así como varios dioses indígenas y pre budistas llamados phi thien (ຜີແຖນ, ผีแถน). Los dioses son omnipresentes y algunos de ellos están asociados con los elementos universales: cielo, tierra, fuego y agua. Los ángeles guardianes de las personas suelen incluir antepasados o seres angelicales que llegaron a distintos planos de existencia más elevados, más conocidos como thewada (devata), mientras que los espíritus malévolos phi phetu (preta) incluyen aquellos khwan de personas que fueron malas en vidas pasadas o que murieron de muertes trágicas, como el espantoso phi pob (ຜີປອບ, ผีปอบ) y el vampírico phi dip (ຜີດິບ, ผีดิบ). Las deidades asociadas con lugares específicos como en las viviendas, los río o una arboleda no son inherentemente benevolentes ni malvadas, y las ofrendas ocasionales aseguran su favor y asistencia en los asuntos humanos.  Las aldeas tailandesas y laosianas de las tierras bajas creen que están protegidas por phi ban, que requiere una ofrenda anual para garantizar la prosperidad continua de la aldea. El especialista en rituales del pueblo preside este importante ritual, que en el pasado implicaba a menudo el sacrificio de un búfalo de agua y sigue siendo una ocasión para cerrar el pueblo a los forasteros durante un día. El liang phi ban (alimentar el espíritu de la aldea) también cumple una importante función social al reafirmar los límites de la aldea y los intereses compartidos de todos los aldeanos. 

### Khwan
Todos los tai creen que khwan es el elemento de vitalidad y longevidad.  Es el sistema de creencias que presenta típicamente, treinta y dos khwan protectores de varias partes del cuerpo.  Khwan es una palabra de la lengua tai con varios tonos lingüísticos como khwan de los tai-ahom, tai yai (shan), dai, thai-lao (ຂວັນ, ขวัญ) y tai-lue, xen o xwan de los tai dón (tai blanco), khuan de los tai-nùng y tày, y finalmente hon de los dioi.  Varios grupos tai realizan varios rituales para adorar al khwan.
Rik-Khwan: tai-ahom tiene el ritual conocido como rik-khwan que literalmente significa llamar al khwan (rik = llamar, khwan = Vitalidad).   A los khwan se les pide vitalidad en varias etapas, por ejemplo, para una aldea se llama mueang khwan ban, mientras que para un mueang (gente de la ciudad) se llama rik khwan mueang khwan.  Los rik khwan se realizan en tres tipos principales, es decir, leng phun rik khwan, cham phun rik khon y ha-phun rik khwan.
Baci o Su Khwan: en ciertas ocasiones especiales durante el curso de la vida de un individuo, como antes de un matrimonio pendiente, un cambio de trabajo o en otros momentos de gran incertidumbre, ciertos Baci (ບາສີ, [bàː.sǐː], บายศรี, [bāːj.sǐː]) las ceremonias a veces se realizan en beneficio de un individuo, con el objetivo de volver a unir adecuadamente el cuerpo-espíritu khwan al cuerpo de uno, ya que se cree que el aflojamiento involuntario de dichos vínculos posiblemente corre el riesgo de sufrir enfermedades o daños. El rito baci llama a los treinta y dos khwan a regresar a uno mismo para otorgar salud, prosperidad y bienestar al participante afectado. Durante tales ceremonias, a menudo se atan hilos de algodón alrededor de las muñecas de los participantes para mantener los espíritus en su lugar. La ceremonia del baci también se puede realizar para recibir invitados en la propia casa, antes y después de realizar un largo viaje, como ritual de curación o después de recuperarse de una enfermedad. El rito es también el ritual central tanto para la ceremonia de boda de lao loum como para la ceremonia de nombramiento de un recién nacido. 
Min-Khwan: La cultura khwan es una parte esencial de la cultura tailandesa.  Los tailandeses tienen la tradición de min-khwan, que es una noción de prosperidad y suerte.  La palabra min también es utilizada por el pueblo tai daeng (tai rojo), que es una alternativa a khwan. 

## Templos
El templo en la religión popular tai tiene varias formas y nombres. Tai ahom un lugar de culto sagrado llamado sheng ruen. La mayoría de la gente respeta a las deidades que residen en los templos, quienes se cree que protegen los alrededores del templo de cualquier daño. Estos templos son esencialmente santuarios en miniatura, construidos para representar la presencia de la deidad del santuario, del mismo modo que un santuario de tamaño completo debe representar tal "presencia". Se ofrecen ofrendas de flores, incienso y velas, y se consulta a los espíritus en tiempos de cambio o dificultades para obtener protección y asistencia. Las deidades naturales incluyen aquellas que residen en árboles, montañas o bosques.

## Sacerdotes

### MooPhi
Una clase de sacerdotes llamados moophi (moo-phi ໝໍຜີ, หมอผี), literalmente moo = doctor, phi = fantasma o espíritu, son chamanes entrenados localmente, especialistas en los rituales y en la comunicación con sus ángeles personales y deidades en general. Usando trances, objetos sagrados imbuidos de poder sobrenatural, o saksit, posesiones y rituales como lam phi fa (ລຳຜີຟ້າ, ลำผีฟ้า, [lam pʰiː faː]) o baci, los aldeanos a menudo consultan al chamán en tiempos de problemas, apariciones, enfermedades y u otras desgracias que podrían ser causadas por espíritus infelices o malévolos. También los moophi suelen estar presentes durante las fiestas religiosas. 

### Moolung
Los Ahoms tienen clanes sacerdotales conocidos como Moolung. Hay tres divisiones: Moosam, Moohung y Mooplong. 

## Población
En el caso de los Ahoms, los tres clanes sacerdotales ( Moosam, Moohung, Mooplong) siguen tradicionalmente la religión popular tailandesa.  Aproximadamente el 30% de la población de Laos son seguidores de la religión popular Tai; sin embargo, debido a la fuerza de la religión estatal, el budismo, la religión popular tai todavía no es reconocida adecuadamente por el gobierno pro-budista. Entre los laosianos, los lao loum y lao lom  son predominantemente budistas, mientras que los lao theung y lao sung son predominantemente religiosos populares. El budismo laosiano está influenciado por la religión popular tai. 

## Ceremonias

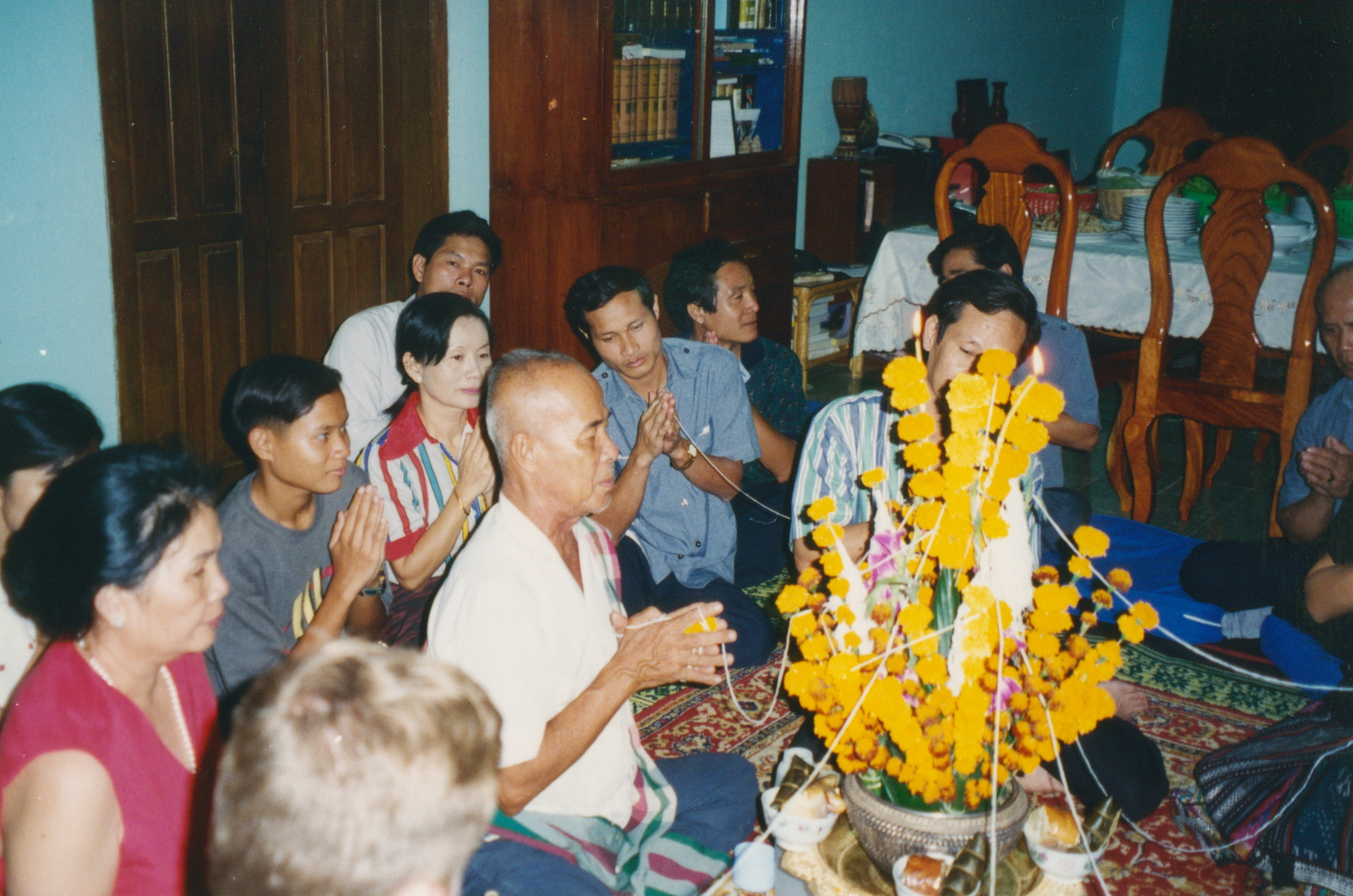
Un rito baci realizado por una familia en Vientián.

Las ceremonias dedicadas a los dioses comúnmente implican una ofrenda de pollo y vino de arroz. Una vez que los dioses han tomado la esencia espiritual de la ofrenda, la gente puede consumir los restos terrenales. El cabeza de familia o el individuo que quiere ganarse el favor de los dioses suele realizar el ritual. En muchas aldeas, se puede pedir a una persona, generalmente un hombre mayor que se cree que tiene un conocimiento especial de los dioses, que elija un día propicio para bodas u otros eventos importantes, o para ritos domésticos.

## Variaciones

### Religión ahom
La religión ahom tiene la misma creencia en phi, khwan y el culto a los antepasados. Ofrecen pollo y una tradicional cerveza de arroz, conocida como lao, en la ceremonia de adoración a los ancestros de phi dam (espíritu de los ancestros) y ban phi (espíritu de la aldea). 

### Religión lamet
El pueblo lamet tiene creencias similares y cada aldea debe tener un ritualista (xemia), que es responsable de realizar todos los sacrificios a las deidades de la aldea. También supervisa las casas de la comunidad y la construcción de todas las nuevas casas. Cuando un xemia muere, uno de sus hijos es elegido por los hombres casados de la aldea para ser su sucesor. Si no tiene hijos, se elige a uno de los hijos de su hermano.
Los espíritus ancestrales (mbrong n'a) son muy importantes para los lamet porque velan por el bienestar de toda la familia. Se cree que los mbrong n'a viven en las casas de sus predecesores y no se realiza ninguna actividad sin antes informarles de ello. Los espíritus de los antepasados son aficionados a los búfalos; por eso se cuelgan cráneos de búfalo o cuernos de sacrificios en el altar de los antepasados o debajo del frontón de la casa. Se observan numerosos tabúes sobre el comportamiento en la casa para evitar ofender a los espíritus ancestrales. 